# Lipaphis ruderalis
Lipaphis ruderalis är en insektsart. Lipaphis ruderalis ingår i släktet Lipaphis och familjen långrörsbladlöss. Inga underarter finns listade i Catalogue of Life.